# Sōtarō Yasunaga
Sōtarō Yasunaga (安永 聡太郎, Yasunaga Sōtarō) est un footballeur japonais né le 20 avril 1976 à Ube.